# Deense koningstuin
De  Deense koningstuin (Ests: Taani kuninga aed) is een tuin in de Estse hoofdstad Tallinn. Het park bevindt zich in de oude binnenstad en is deels omringd door de stadsmuur. Volgens legende was het de locatie waar de Deense koning Waldemar II in 1219, tijdens een slag om Toompea-heuvel, een rood kruis in de hemel zag wat de basis was voor de Deense vlag. De Deense feestdag Dannebrog wordt hier nog jaarlijks op 15 juni gevierd.